# Samia al-Amoudi
Samia al-Amoudi (en árabe: سامية العمودي‎) (Jeddah 12 de abril de 1957) es una médica saudita, obstetra y ginecóloga. Es profesora asociada en la Universidad King Abdulaziz en Jeddah y presidenta del Centro para la Excelencia en Cáncer de Mama Sheikh Mohammed Hussein Al-Amoudi, dedicado a tratar el cáncer de seno, y es conocida por su trabajo en crear conciencia sobre el cáncer de mama, después de que ella misma fue diagnosticada con la enfermedad. También fue la primera mujer del Consejo de Cooperación del Golfo en ganar un puesto en la junta de la Unión para el Control Internacional del Cáncer.
En marzo de 2007 recibió el Premio Internacional a las Mujeres de Coraje en su primera edición.

## Biografía
Fue seleccionada como estudiante ideal en 1974 en el nivel secundario y luego estudiante ideal en la Facultad de Medicina en 1978. En 1981, al-Amoudi fue una de las primeras doctoras en graduarse de la facultad de medicina del "Universidad Rey Abdul Aziz".
Es directora Ejecutiva del Centro de Excelencia Sheikh Mohammed Hussein Al-Amoudi en Atención del Cáncer de Mama. Miembro del Comité Ejecutivo de la Iniciativa Global sobre Salud de Senos en los Estados Unidos, y supervisora de la cátedra científica para la investigación del cáncer de mama en la Universidad Rey Abdul Aziz en Jeddah. Es activista mundial contra el cáncer de mama. Es Consultora de Obstetricia, Ginecología e Infertilidad y profesora en la Facultad de Medicina y Ciencias Médicas de la Universidad King Abdul Aziz. Anteriormente fue vicedecana de la Facultad de Medicina y Ciencias Médicas de la Universidad Rey Abdul Aziz. Exasesor a tiempo parcial de la OMS. Es representante del Programa de Asociación del Medio Oriente y miembro del Comité Ejecutivo del Programa de Asociación del Medio Oriente entre los Estados Unidos y Arabia Saudita en el campo de la concientización e investigación sobre el cáncer de mama. Miembro de la Sociedad Saudi de Cancer, Al-Iman Cancer Society, Zahra Society y Asociación de Mujeres Al-Qassim. Miembro fundador del Comité Asesor de los Milagros Científicos en el Corán y la Sunna (sección de mujeres), la Organización Internacional de Socorro, la Asociación para la memorización del Corán y la Asamblea Mundial de la Juventud Musulmana. Exmiembro del Comité de Servicios de Salud, Cámara de Comercio e Industria de Jeddah. Coordinadora del Programa de Control del Cáncer de Mama en el Comité de Promoción de la Salud.
Fue diagnosticada con cáncer de seno en abril de 2006. Su historia fue publicada en su columna semanal de cáncer de mama en abril de 2006 en 31 artículos que sonaron la alarma y crearon conciencia en la comunidad. Doce libros y folletos en árabe y dos en inglés en el campo de la obstetricia y ginecología y el cáncer de mama. Ha publicado un nuevo libro titulado Sobrevivientes de cáncer de mama en Arabia Saudita. También ha realizado numerosas entrevistas en varios medios de comunicación, incluidas publicaciones y una entrevista especial de ABC News, sobre Good Morning America sobre su historia y sus esfuerzos de sensibilización. She also appeared on a daily TV show.
La Dra. Samia Al-Amoudi se ha convertido en una activista global con actividades locales e internacionales en el campo del cáncer de mama.
A partir de 2012, el año en que completó su tratamiento contra el cáncer, es nombrada directora del Centro de Excelencia Sheikh Mohammed Hussein Al-Amoudi en cáncer de mama y presidenta científica para el cáncer de mama en KAU, Jeddah Arabia Saudita.